# Grand Prix der Nordischen Kombination 2005
Der Grand Prix der Nordischen Kombination 2005 war eine vom Weltverband FIS ausgetragene Wettkampfserie in der Nordischen Kombination. Diese wurde in jener Saison zum achten Mal ausgetragen. Die Serie umfasste die drei Stationen Berchtesgaden, Bischofshofen und Steinbach-Hallenberg. Sie begann am 31. August und endete am 4. September 2005.

## Ergebnisse und Wertungen

### Grand-Prix-Übersicht
| Datum      | Austragungsort       | Disziplin                    | Sieger           | Zweiter        | Dritter      |
| ---------- | -------------------- | ---------------------------- | ---------------- | -------------- | ------------ |
| 31.08.2005 | Berchtesgaden        | HS 100 / 15 km               | Felix Gottwald   | Michael Gruber | Petter Tande |
| 02.09.2005 | Bischofshofen        | HS 140 / 15 km               | Christoph Bieler | Michael Gruber | Petter Tande |
| 03.09.2005 | Steinbach-Hallenberg | Massenstart (HS 140 / 10 km) | Georg Hettich    | Michael Gruber | Petter Tande |
| 04.09.2005 | Steinbach-Hallenberg | Sprint (HS 140 / 7,5 km)     | Christoph Bieler | Petter Tande   | Todd Lodwick |

### Wertungen
| Rang | Name                | Punkte |
| ---- | ------------------- | ------ |
| 01.  | Christoph Bieler    | 281    |
| 02.  | Michael Gruber      | 269    |
| 03.  | Petter Tande        | 260    |
| 04.  | Felix Gottwald      | 198    |
| 05.  | Jens Gaiser         | 181    |
| 06.  | Todd Lodwick        | 165    |
| 07.  | Jason Lamy Chappuis | 124    |
| 08.  | Matthias Menz       | 093    |
| 09.  | Marcel Höhlig       | 085    |

| Rang | Name               | Punkte |
| ---- | ------------------ | ------ |
| 10.  | Magnus Moan        | 081    |
| 10.  | Mario Stecher      | 081    |
| 12.  | Håvard Klemetsen   | 079    |
| 13.  | Bill Demong        | 067    |
| 14.  | Ola Morten Græsli  | 062    |
| 15.  | Sébastien Lacroix  | 032    |
| 16.  | David Kreiner      | 028    |
|      | Stephan Münchmeyer | 028    |
| 18.  | Damjan Vtič        | 027    |

| Rang | Name             | Punkte |
| ---- | ---------------- | ------ |
| 19.  | Carl Van Loan    | 023    |
| 20.  | Steffen Tepel    | 021    |
| 21.  | Jonathan Félisaz | 019    |
| 22.  | Bernhard Gruber  | 017    |
| 23.  | Maxime Laheurte  | 013    |
| 24.  | Ludovic Roux     | 005    |
| 25.  | François Braud   | 004    |

| Endstand |                    |        |
| \| Rang \| Name \| Punkte \| \| ---- \| ------------------ \| ------ \| \| 1. \| Österreich \| 829 \| \| 2. \| Frankreich \| 624 \| \| 3. \| Deutschland \| 482 \| \| 4. \| Norwegen \| 255 \| \| 5. \| Italien \| 197 \| \| 6. \| Slowenien \| 102 \| \| 7. \| Vereinigte Staaten \| 027 \| \| 8. \| Tschechien \| 024 \| \| 9. \| Finnland \| 005 \| |                    |        |
| Rang | Name               | Punkte |
| 1. | Österreich         | 829    |
| 2. | Frankreich         | 624    |
| 3. | Deutschland        | 482    |
| 4. | Norwegen           | 255    |
| 5. | Italien            | 197    |
| 6. | Slowenien          | 102    |
| 7. | Vereinigte Staaten | 027    |
| 8. | Tschechien         | 024    |
| 9. | Finnland           | 005    |